# Gustavo Menezes
Gustavo Menezes , född 19 september 1994 i Los Angeles, är en amerikansk racerförare.